# Глушково (рабочий посёлок, Курская область)
Глушко́во — рабочий посёлок в Курской области России. Административный центр Глушковского района, в составе которого образует одноимённое муниципальное образование посёлок Глушково со статусом городского поселения.
Расположен на левом берегу реки Сейм, в 10 км к северо-западу от железнодорожной станции Глушково (на линии Ворожба — Курск), в 150 км от областного центра.
В ходе российского вторжения в Украину, после начала в августе 2024 года вторжения украинских подразделений в Курскую область, посёлок находится в зоне боевых действий, в Глушковском районе Курской области введён режим ЧС.

## История
До середины XVII века данная местность была пограничьем Русского царства (центрами охраны рубежей были города Путивль и Рыльск). Для предотвращения разорительных набегов Крымского ханства по повелению Ивана Грозного на реке Сейм с 1571 года дети боярские из Рыльска несли службу на двух сторо́жах: на Пневицах и на Карыже (в 13 км от современного Глушково). За рекой Сейм начиналось Дикое поле, и данная местность не имела постоянных поселений.
Позднейшее строительство засечных черт позволило в середине XVII века отодвинуть рубежи за реку Сейм и приступить к освоению покинутых после монгольского разорения территорий. В награду за несение опасной военной службы дворяне и дети боярские получали денежное жалование и поместные земли. Места за рекой Сейм были отнесены к Колодежской волости, а затем — Засемскому Стану Путивльского уезда.
Первые упоминания о заселении местности современного Глушково приходятся на середину XVII века. Прибытие первого поселенца произошло в 1646 году:

«Селися за дворянина Михаила Сидорова сына Глушкова на его крепостной земли
 
Иван Найденов с отцом Федором Малым». 
Таким образом, от фамилии первого помещика произошло название деревни, а в дальнейшем и название района.
С 1650-х гг. на землях русских помещиков в районе Глушково появились первые переселенцы из Правобережной Украины, бежавшие сюда от гнёта польских панов. В 1685 году при межевании земель за путивльскими помещиками указаны владения: «Село Глушково. За многими помещиками живут пришлые черкасы повольно; всех жителей черкас 98 человек; многие из них призваны самими помещиками». Поселившиеся «черкасы» строили целые улицы и называли их слободками. В результате этого переселения появилась особая культура русско-украинских обычаев и разговора, которая сохранилась до настоящего времени.
Экономическая политика Петра I, направленная на развитие промышленности, привела к основанию в селе Глушково в 1719 году старейшего промышленного предприятия Курской губернии — Глушковской суконной мануфактуры. На мануфактуре в основном использовался принудительный труд. У истоков мануфактуры стояли купец Иван Дубровский и местный помещик Василий Корчмин.
В XVIII веке здесь действовали две церкви – Николая и Михаила
Во второй половине XVIII и первой половине XIX веков усадьба Глушково вместе с суконной мануфактурой принадлежала графам Потёмкиным. Указом императрицы Екатерины II от 3 июня 1791 года Павлу Потёмкину была пожалована суконная фабрика в селе Глушково Рыльского уезда Курской губернии со всеми селениями, людьми и с землями.
Последний граф Потёмкин, Сергей Павлович, родился здесь, построил церковь, в которой и был похоронен.
В начале XX века в посёлке, помимо суконной фабрики, функционировали красильни и кирпичные заводы; в Глушково также было три церкви, школа и две больницы. Большой вклад в развитие посёлка Глушково внёс землевладелец, промышленник, миллионер, министр временного правительства М. И. Терещенко. Им были построены многие существующие и ныне здания в посёлке, заложен парк. Возле реки Сейм находился двухэтажный дом Терещенко.
В 1959 году Глушково было отнесено к категории рабочих посёлков.

## Население
| 1939  | 1959  | 1970  | 1979  | 1989  | 2002  | 2009  | 2010  | 2012  |
| ----- | ----- | ----- | ----- | ----- | ----- | ----- | ----- | ----- |
| 7082  | ↘5470 | ↗6039 | ↗6286 | ↗6413 | ↘5748 | ↘5027 | ↗5349 | ↘5159 |
| 2013  | 2014  | 2015  | 2016  | 2017  | 2018  | 2019  | 2020  | 2021  |
| ↘5021 | ↘4862 | ↘4781 | ↘4657 | ↘4544 | ↘4438 | ↘4256 | ↘4153 | ↗4785 |

## Экономика
В посёлке в настоящее время закрыты все промышленные предприятия (Глушковский кирпичный завод, маслозавод, суконная фабрика, хлебозавод), здания предприятий используются в качестве арендной недвижимости или выставлены на продажу. Работают АО «Глушковское ДРСУ № 5», ОАО «Агрокомпания „Русь“», автотранспортное предприятие, функционирует ряд предприятий сферы торговли и услуг.

## Культура и спорт
В посёлке осуществляют свою деятельность районный дом культуры, центр художественных промыслов и ремёсел, детская школа искусств, центр досуга, спортивный комплекс, кинотеатр, краеведческий музей (филиал ОГУК «Курский областной краеведческий музей»), центральная районная библиотека, поселковая детская библиотека, детско-юношеская спортивная школа. В Глушково существует любительская футбольная команда «Виктория».

## Улицы поселка
- 8 марта ул
- 60 лет Октября ул
- М. Горького ул
- Дзержинского ул
- Красноармейская ул
- Мирная ул
- Набережная ул
- Октябрьская ул
- Первомайская ул
- Пролетарская ул
- Садовый пер
- Советский пер
- Ударная ул
- Ленина ул
- Садовая ул
- Молодёжная ул
- Пионерская ул
- М. Горького пер
- Комсомольская ул
- Строителей ул
- Советская ул